# Guy Ignolin
Guy Ignolin (Vernou-sur-Brenne, 14 de novembre de 1936 - Perros-Guirec, 15 de desembre de 2011) fou un ciclista francès que fou professional entre 1959 i 1967. Durant la seva carrera esportiva aconseguí una quarantena de victòries, entre les quals destaquen tres etapes del Tour de França i dues de la Volta a Espanya.

## Palmarès
- 1958
  - 1r de la Ruta de França
- 1960
  - 1r al Circuit de les Muntanyes d'Alvèrnia i vencedor d'una etapa
- 1961
  - 1r al Circuit de les Muntanyes d'Alvèrnia i vencedor d'una etapa
  - Vencedor d'una etapa al Tour de França
- 1962
  - 1r al Circuit de les Muntanyes d'Alvèrnia i vencedor d'una etapa
  - 1r del Gran Premi de Fourmies i vencedor de 2 etapes
  - 1r al Gran Premi dels Castors a Poitiers
- 1963
  - 1r del Circuit de Monenguen a Guénin
  - Vencedor de 2 etapes al Tour de França
  - Vencedor de 2 etapes a la Volta a Espanya
- 1964
  - Vencedor del Gran Premi de la Muntanya de la París-Niça
- 1965
  - 1r al Tour de Morbihan i vencedor de 3 etapes
  - 1r al Circuit de l'Aulne
- 1967
  - Vencedor d'una etapa al Tour de l'Oise
- 1969
  - 1r a la Ruban Granitier Breton

### Resultats al Tour de França
- 1961. 59è de la classificació general. Vencedor d'una etapa
- 1962. 78è de la classificació general
- 1963. 37è de la classificació general. Vencedor de 2 etapes
- 1967. Abandona (16a etapa)

### Resultats a la Volta a Espanya
- 1961. Abandona
- 1963. 38è de la classificació general i vencedor de 2 etapes
- 1965. Abandona (17a etapa)